# Telenomus albicoxatus
Telenomus albicoxatus is een vliesvleugelig insect uit de familie van de Scelionidae. De wetenschappelijke naam van de soort is voor het eerst geldig gepubliceerd in 1987 door Kozolov & Kononova.